# Амин Харит
Амин Харит (арап. ‎‎أمين حاريث‎; фр. Amine Harit; Понтоаз, 18. јун 1997) професионални је марокански фудбалер који примарно игра у средини терена на позицији средњег везног играча. Тренутно наступа за Олимпик Марсељ и репрезентацију Марока.

## Клупска каријера
Харит је професионалну каријеру започео као играч екипе Нанта за чији први тим је дебитовао 13. августа 2016. у првенственој утакмици против Дижона. Пре тога одиграо је једну сезону за резервни састав Нанта у четвртој (аматерској) лиги Француске. 
Након доста добре дебитантске сезоне у Француској, у јулу 2017. одлази у Немачку и поптисује четворогодишњи уговор са екипом Шалкеа из Гелзенкирхена, у вредности од око 8 милиона евра. За немачки клуб дебитује у куп утакмици против Динама из Берлина играној 14. августа, док је први погодак за клуб постигао 27. новембра у утакмици Бундеслиге против Борусије из Дортмунда. Проглашен је за најбољег дебитанта Бундеслиге за месец децембар 2017. године. 

## Репрезентативна каријера
Француз по рођењу, Харит је играо за све млађе репрезентативне селекције Француске са којом је освојио и титулу европског првака на првенству за играче до 19 година 2016. у Немачкој. Крајем 2017. одлучио је да промени спортско држављанство и да у будућности наступа за земљу својих родитеља, Мароко.
За сениорску репрезентацију Марока дебитовао је 7. октобра 2017. у утакмици квалификација за СП 2018. против Габона, а у победи свог тима од 3:0 ушао је као замена за Нордина Амрабата у 90. минуту сусрета.
Селектор Ерве Ренар уврстио га је на списак играча за Светско првенство 2018. у Русији, где је одиграо 82 минута утакмице првог кола групе Б против селекције Ирана.

## Успеси и признања
Француска
- Европско првенство У19:  2016.